# Joaquín Ruiz Sierra
Pour les articles homonymes, voir Ruiz et Sierra.
Joaquín Ruiz Sierra, né à Torrelavega en 1850 et mort à Santander en 1893, est un architecte espagnol.

## Œuvres
- Le cimetière de Ciriego[1], à Santander[2].